# 護國公時期
护国公时期（英語：The Protectorate）是指英格蘭共和國在1653年至1659年期間，由护国公奥利弗·克伦威尔所統治的時期。
1653年，當時英國的領袖克倫威爾因認為殘餘國會不支持他提出的各項改革，便解散了議會，並宣佈自己為「护国公」，靠著軍隊實行獨裁管治國家，「護國公時期」開始。
1654年4月12日，《聯盟招標》聲明後，蘇格蘭加入共和國。
1658年9月，克倫威爾去世，他的兒子理查德·克伦威尔繼承護國公一職，理查無法控制政府和軍隊，並於1659年5月辭職，護國公時期結束，國家陷入一片混亂。新的議會為了避免再一次內戰，便把流亡的查理二世（查理一世之子）請回。英格蘭共和国终结，英格兰王国复辟。
| 前任： 英格兰共和国 | 護國公時期 1653年—1659年 | 繼任： 英格兰共和国 |